# Rimini Baseball Club 2012
Il Rimini Baseball Club ha preso parte alla Italian Baseball League 2012.

## Verdetti stagionali
- Italian Baseball League:
  - stagione regolare: 3º posto (28 vittorie, 14 sconfitte);
  - girone di semifinale: 2º posto (5 vittorie, 4 sconfitte);
  - serie finale: sconfitta per 4-2 nella serie contro San Marino

## Divise e sponsor
Lo sponsor tecnico è Erreà. Non avendo uno sponsor principale, sulle divise è riportata la dicitura Rimini.
Sul retro delle divise bianche figura lo sponsor secondario Flaminaire.
| Prima | Seconda | Terza |

## Roster

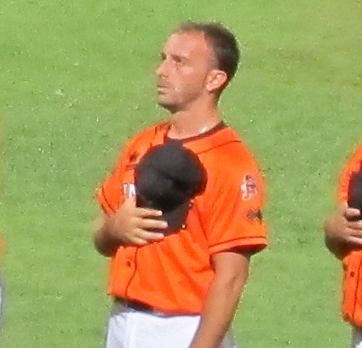
Il capitano Filippo Crociati

- Alessandro Maestri ha disputato le prime due gare di inizio stagione contro Nettuno, in attesa di ricevere la documentazione per approdare in Giappone[1]
- L'ingaggio di Mark DiFelice viene ufficializzato il 5 maggio, a stagione in corso[2]

## Organigramma

### Staff organizzativo
- Team manager: Gianluca Giani

### Staff tecnico
- Manager: Chris Catanoso
- Pitching coach: Pier Paolo Illuminati
- Coach: Cesar Heredia, Paolo Siroli, Andrea Palumbo

### Staff medico
- Medico sociale: Dott. Paolo Montanari
- Fisioterapista: Roberto Zani